# Eccoptopteryx
Eccoptopteryx là một chi bướm đêm thuộc họ Geometridae.